# Cameron Hanley
Cameron Hanley (né le 6 mai 1973 à Claremorris), surnommé Cam, est un cavalier de saut d’obstacles irlandais.

## Biographie
Il provient d'une famille de cavaliers, puisque son père Gerry Mullins est aussi son coach sportif. Il est arrêté durant environ 2 ans en raison d'une blessure au genou survenue alors qu'il jouait avec ses enfants en 2011. Les complications entraînent 17 opérations. Il retrouve la haute compétition en février 2013. 